# Willem Verhulst
Willem Verhulst war von 1625 bis 1626 der zweite Direktor der Niederländisch-Westindischen Kompanie und Generaldirektor von Nieuw Amsterdam, dem heutigen New York.

## Leben
Über Verhulsts Leben ist wenig bekannt. Im Auftrag der niederländischen Westindien-Kompanie (WIC) brach er zum Jahreswechsel 1624/25 mit einem Konvoi bestehend aus sechs Schiffen Richtung Amerika auf. Im Frühsommer 1625 erreichte er aus Amsterdam kommend – zusammen mit seinem späteren Nachfolger Peter Minuit – die amerikanische Ostküste. Ursprünglich mit dem Auftrag das Land von den Ureinwohnern zu erwerben, okkupierte er auch ohne Kauf die Südspitze der Insel Manhattan. Im Auftrag der WIC ordnete er an, die Festung (Fort Amsterdam) und Hauptstadt der Kolonie Neu-Niederlande von der Governors Island auf die Südspitze der Insel Manhattan zu verlegen. Die mit leichter Verspätung eintreffende Oranje Boom brachte weitere Siedler nebst Ausrüstung, Vieh und Werkzeugen und ermöglichte so die dauerhafte Besiedelung der Insel. Im September 1626 wurde Verhulst seines Postens enthoben und zusammen mit seiner Frau am 23. September mit der Het Wapen van Amsterdam zurück nach Amsterdam beordert, wo sie am 4. November 1625 eintraf. Da er sich seiner Absetzung zunächst widersetzte und stattdessen drohte, eine Vereinbarung mit nahegelegenen britischen oder französischen Kolonien zu suchen, stellte man ihn unter Hausarrest. Über die Gründe seiner Absetzung gibt es widersprüchliche Angaben. Als wahrscheinlichste Ursache gelten Misserfolge beim wirtschaftlichen Aufbau der Kolonie und Veruntreuung von Geldern der Kompanie. Möglicherweise führten aber auch Streitigkeiten mit Siedlern und sein rücksichtsloses Vorgehen gegen die Ureinwohner, welches den Anweisungen der WIC widersprach, zu seiner Rückberufung. Selbsternannter Nachfolger wurde Peter Minuit. Dieser kaufte die Insel 1626 für 60 Gulden von den Ureinwohnern.